# علم شكل الأرض

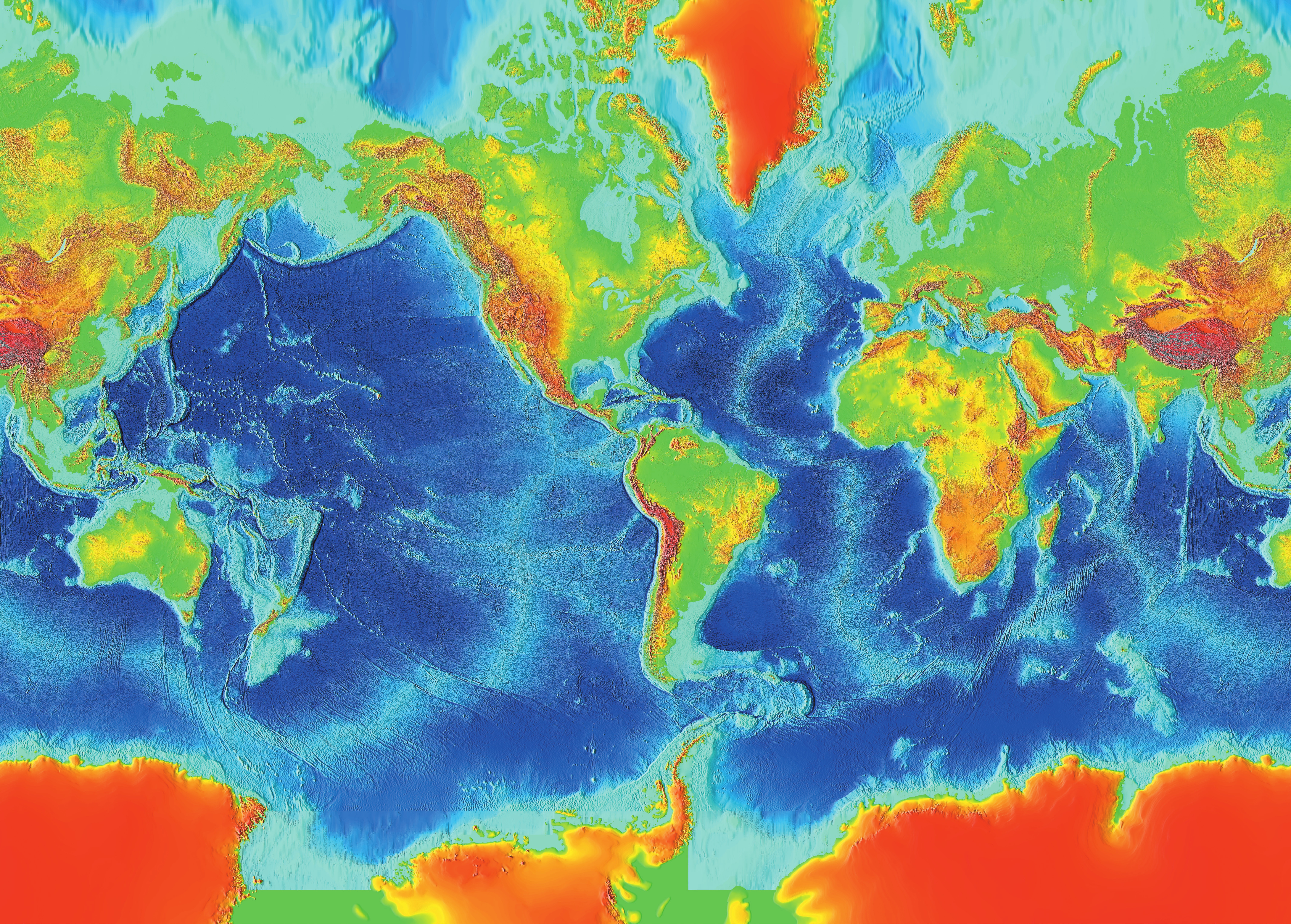

علم شكل الأرض أو علم تضاريس الأرض أو التضاريسية (بالإنجليزية: Geomorphology) أو نقحرة: الجيومورفولوجيا، تركز على دراسة التضاريس وأسباب نشأتها وتطورها عبر الزمن. والجيومورفولوجيا كلمة ذات أصل يوناني وهي تنقسم إلى ثلاثة أجزاء geo وتعني الأرض ثم morpho تعني الشكل و logos بمعنى علم. أي أن الجيومورفولوجيا هي علم دراسة شكل الأرض. يهتم هذا العلم بدارسة الظواهر الطبيعية الموجودة على ظهر الأرض من ظواهر وإنشاءات خاصة طبيعية تشكلت على سطح الأرض. يقوم علم شكل الأرض بتحليل التضاريس والبحث لفهم تاريخ وتطور وتنبؤ التغييرات المستقبلية عن طريق مجموعة من عمليات الملاحظة الأرضية وتجارب في المختبرات ونماذج رقمية.

## نظرة عامة
عُدل سطح الأرض بمزيج من العمليات السطحية التي تشكل المناظر الطبيعية، والعمليات الجيولوجية التي تسبب الرفع التكتوني والانخساف، وتشكل الجغرافيا الساحلية. تشتمل العمليات السطحية على فعل الماء، والرياح، والجليد، وحرائق الغابات، والحياة على سطح الأرض، بالإضافة إلى التفاعلات الكيميائية التي تشكل التربة وتغير خصائص المواد، واستقرار ومعدل تغير الطبوغرافيا تحت قوة الجاذبية، وعوامل أخرى، مثل التغير البشري للمناظر الطبيعية (في الماضي القريب جداً). تتأثر العديد من هذه العوامل بشدة بالمناخ. تشمل العمليات الجيولوجية رفع السلاسل الجبلية، ونمو البراكين، وتغيرات توازن القشرة الأرضية في ارتفاع سطح الأرض (أحياناً استجابة للعمليات السطحية)، وتكون الأحواض الرسوبية العميقة حيث يهبط سطح الأرض ويُملأ بالمواد المتآكلة من أجزاء أخرى من المناظر الطبيعية. بالتالي، فإن سطح الأرض وتضاريسه يمثلان تقاطع فعل المناخ، والمياه، والعمليات البيولوجية مع العمليات الجيولوجية، أو بعبارة أخرى، تقاطع غلاف الأرض الصخري مع غلافها المائي، وغلافها الجوي، وغلافها الحيوي.
توضح تضاريس الأرض واسعة النطاق هذا التقاطع بين العمليات السطحية والتحت سطحية. ترتفع الأحزمة الجبلية نتيجة للعمليات الجيولوجية. تؤدي التعرية لهذه المناطق المرتفعة إلى إنتاج رواسب تنقل وتترسب في أماكن أخرى داخل المناظر الطبيعية أو قبالة الساحل. على نطاقات أصغر تدريجياً، تنطبق أفكار مشابهة، حيث تتطور الأشكال الأرضية الفردية استجابة للتوازن بين العمليات المضافة (الرفع والترسيب) والعمليات الطارحة (انخساف والحت). في كثير من الأحيان، تؤثر هذه العمليات مباشرة على بعضها البعض: فالصفائح الجليدية والمياه والرواسب كلها أحمال تغير التضاريس من خلال التوازن المرن. يمكن للتضاريس أن تعدل المناخ المحلي، على سبيل المثال من خلال هطول الأمطار التضاريسي، والذي بدوره يعدل التضاريس عن طريق تغيير النظام الهيدرولوجي الذي تتطور فيه. يهتم العديد من علماء شكل الأرض بشكل خاص بإمكانية وجود تغذية راجعة بين المناخ والتكتونيات، بوساطة العمليات الجيومورفولوجية.
بالإضافة إلى هذه الأسئلة واسعة النطاق، يتناول علماء شكل الأرض قضايا أكثر تحديداً أو محلية. يدرس علماء شكل الأرض الجليدية الرواسب الجليدية مثل الركام الجليدي، والأصار، والبحيرات الجليدية الأمامية، بالإضافة إلى المظاهر التآكلية الجليدية، لبناء تسلسلات زمنية لكل من الأنهار الجليدية الصغيرة والصفائح الجليدية الكبيرة وفهم حركاتها وتأثيراتها على المناظر الطبيعية. يركز علماء شكل الأرض النهرية على الأنهار، وكيف تنقل الرواسب، وتنتقل عبر المناظر الطبيعية، وتقطع في الصخور الأساسية، وتستجيب للتغيرات البيئية والتكتونية، وتتفاعل مع البشر. يدرس علماء جيومورفولوجيا التربة قطاعات التربة وكيميائها لمعرفة تاريخ منظر طبيعي معين وفهم كيفية تفاعل المناخ والكائنات الحية والصخور. يدرس علماء جيومورفولوجيا آخرون كيفية تشكل المنحدرات وتغيرها. ولا يزال آخرون يبحثون في العلاقات بين علم البيئة وعلم شكل الأرض. وبما أن علم شكل الأرض مُعرفة لتشمل كل ما يتعلق بسطح الأرض وتعديله، فهي مجال واسع له أوجه عديدة.
يستخدم علماء شكل الأرض مجموعة واسعة من التقنيات في عملهم. قد تتضمن هذه التقنيات العمل الميداني وجمع البيانات الميدانية، وتفسير البيانات المستشعرة عن بعد، والتحاليل الجيوكيميائية، والنمذجة العددية لفيزياء المناظر الطبيعية. قد يعتمد علماء شكل الأرض على علم تزمين الأرض، باستخدام طرق التأريخ لقياس معدل التغيرات في السطح. تعد تقنيات قياس التضاريس حيوية لوصف شكل سطح الأرض كمياً، وتشمل نظام تحديد المواقع العالمي التفاضلي، ونماذج التضاريس الرقمية المستشعرة عن بعد، والمسح بالليزر، لتحديد الكميات والدراسة وتوليد الرسوم التوضيحية والخرائط.
تشمل التطبيقات العملية للجيومورفولوجيا تقييم المخاطر (مثل التنبؤ بالانهيارات الأرضية والتخفيف منها)، والتحكم في الأنهار واستعادة مجاريها، وحماية السواحل.
يدرس علم شكل الأرض الكوكبي الأشكال الأرضية على الكواكب الأرضية الأخرى مثل المريخ. تُدرس مؤشرات تأثيرات الرياح، والعمليات النهرية، والجليدية، والفقدان الكتلي، وتأثير النيازك، والعمليات التكتونية، والبركانية. لا يساعد هذا الجهد في فهم أفضل للتاريخ الجيولوجي والغلاف الجوي لتلك الكواكب فحسب، بل يوسع أيضاً دراسة شكل الأرض. غالباً ما يستخدم علماء شكل الأرض الكوكبية نظائر الأرض للمساعدة في دراسة أسطح الكواكب الأخرى.

## تاريخ علم شكل الأرض

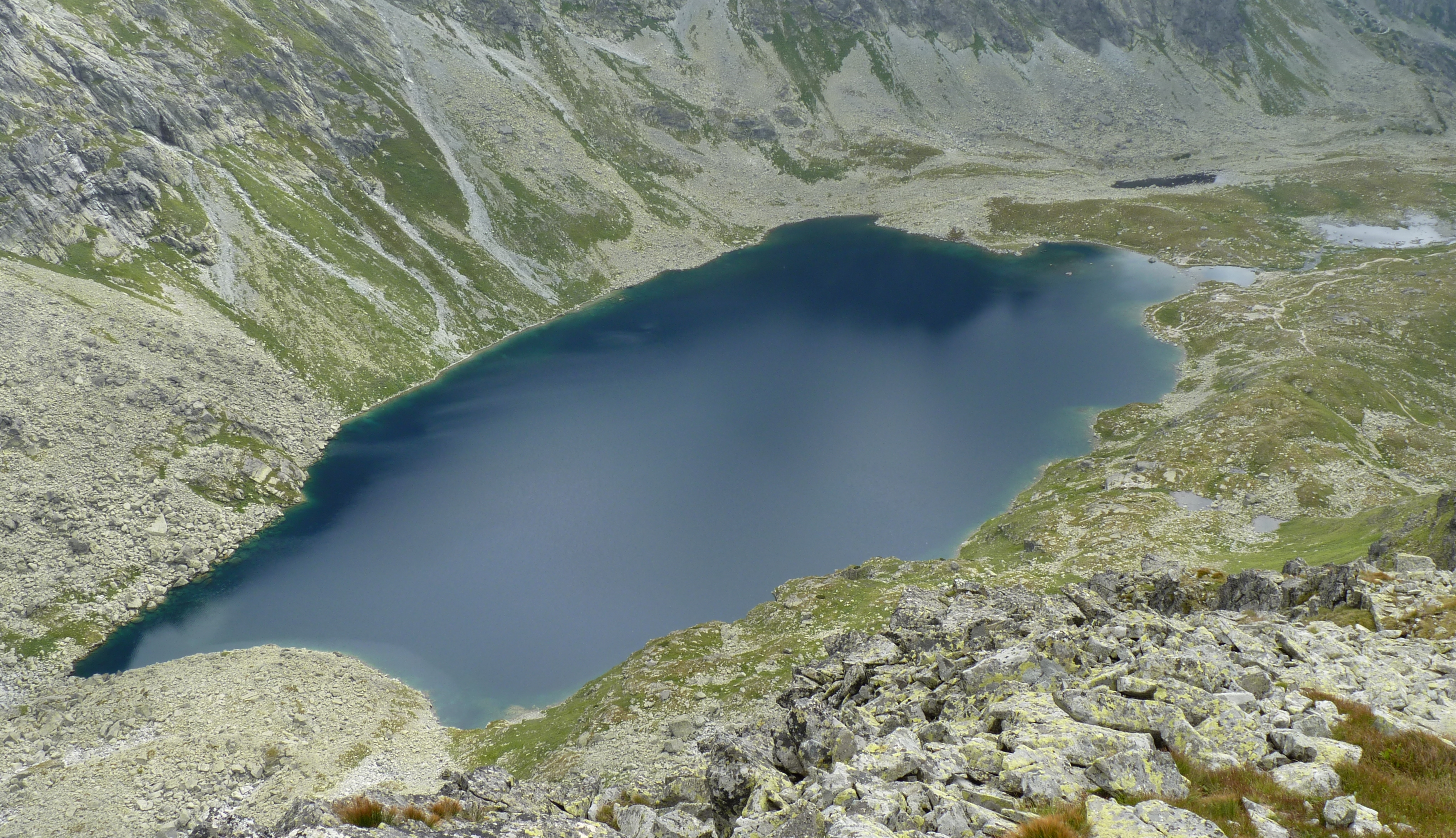
بحيرة "فيلكه هينتسوفو بليسو" في جبال تاترا العليا بسلوفاكيا. تشغل البحيرة "تجاويف عميقة" نحتها الجليد المتدفق الذي كان يملأ هذا الوادي الجليدي في السابق.

بخلاف بعض الاستثناءات الملحوظة في العصور القديمة، يُعد علم شكل الأرض علمًا حديثًا نسبيًا، نما جنبًا إلى جنب مع الاهتمام بالجوانب الأخرى من علوم الأرض في منتصف القرن التاسع عشر. يقدم هذا القسم ملخصًا موجزًا لبعض الشخصيات والأحداث الرئيسية في تطوره.

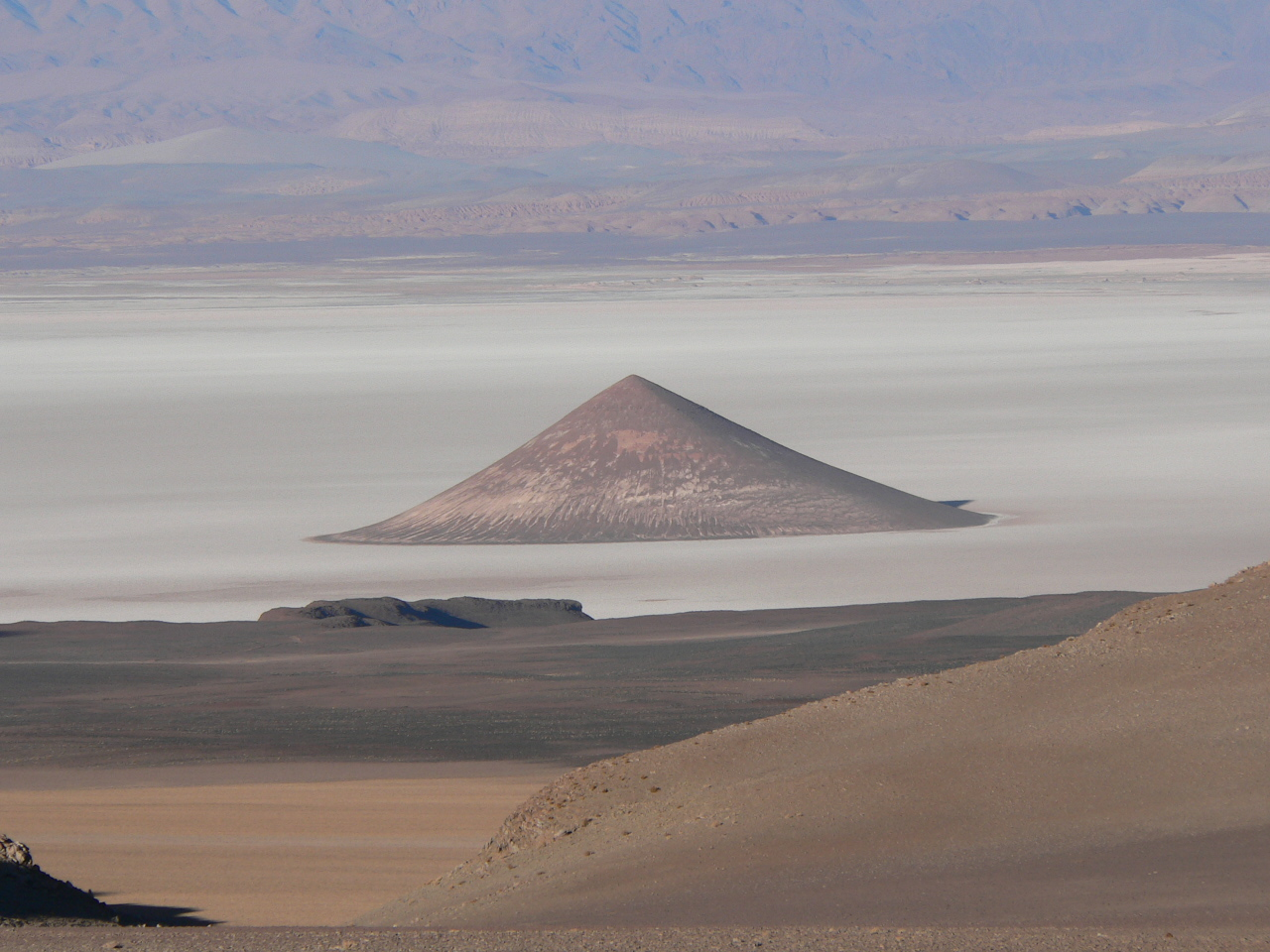
"مخروط أريتا" في بحيرة سالار دي أريزارو الجافة على هضبة أتاكاما، في شمال غرب الأرجنتين. المخروط نفسه هو بناء بركاني، يمثل تفاعلاً معقدًا بين الصخور النارية المتداخلة والملح المحيط بها.

### علم شكل الأرض القديم
يمكن إرجاع دراسة التضاريس وتطور سطح الأرض إلى علماء اليونان الكلاسيكية. في القرن الخامس قبل الميلاد، جادل المؤرخ اليوناني هيرودوت، بناءً على ملاحظات للتربة، بأن دلتا النيل كانت تنمو بنشاط في البحر الأبيض المتوسط، وقدر عمرها. في القرن الرابع قبل الميلاد، تكهن الفيلسوف اليوناني أرسطو بأنه بسبب نقل الرواسب إلى البحر، فإن تلك البحار ستمتلئ في النهاية بينما تنخفض الأرض. وادعى أن هذا سيعني أن الأرض والمياه ستتبادلان الأماكن في النهاية، وعندها ستبدأ العملية مرة أخرى في دورة لا نهاية لها. كما ناقشت رسائل إخوان الصفا، التي نُشرت باللغة العربية في البصرة خلال القرن العاشر، المواضع المتغيرة الدورية للأرض والبحر مع تكسر الصخور وغسلها في البحر، وارتفاع رواسبها في النهاية لتشكيل قارات جديدة. بعد ملاحظة التكوينات الصخرية عند مصبات الأنهار، افترض العالم المسلم الفارسي في العصور الوسطى أبو الريحان البيروني (973-1048) أن المحيط الهندي غطى ذات مرة كل الهند. في كتابه "طبيعة الحفريات" عام 1546، كتب عالم المعادن وعالم الفلزات الألماني جورجيوس أغريكولا (1494-1555) عن التحات والتجوية الطبيعية.
وضع العالم والسياسي الصيني في عهد أسرة سونغ، شين كوا (1031-1095)، نظرية مبكرة أخرى لعلم شكل الأرض. استند هذا إلى ملاحظته للأصداف الأحفورية البحرية في طبقة جيولوجية لجبل يبعد مئات الأميال عن المحيط الهادئ. بعد أن لاحظ وجود أصداف ذوات الصدفتين تمتد في مسافة أفقية على طول الجزء المقطوع من جانب منحدر، افترض أن المنحدر كان ذات مرة الموقع ما قبل التاريخ لشاطئ بحري تحول مئات الأميال على مر القرون. واستنتج أن الأرض أعيد تشكيلها وتكوينها بفعل تحات التربة للجبال وترسب الطمي، بعد أن لاحظ حالات التحات الطبيعية الغريبة لجبال تايهانغ وجبل ياندانغ بالقرب من ونجو. علاوة على ذلك، عزز نظرية التغير التدريجي للمناخ على مدى قرون من الزمن بمجرد العثور على نباتات الخيزران المتحجرة القديمة محفوظة تحت الأرض في المنطقة المناخية الشمالية الجافة في يانتشو، والتي تُعرف الآن باسم يانان، مقاطعة شنشي. قدم مؤلفون صينيون سابقون أيضًا أفكارًا حول تغيير التضاريس. توقع العالم والموظف دو يو (222-285) من عهد أسرة جين الغربية أن شاهدين نصبيين ضخمين يسجلان إنجازاته، أحدهما مدفون عند سفح جبل والآخر منصوب في الأعلى، سيغيران في النهاية مواقعهما النسبية بمرور الوقت كما ستفعل التلال والوديان. ابتكر خبير الكيمياء الطاوية، جي هونغ (284-364)، حوارًا خياليًا حيث أوضحت الخالدة ماغو أن أراضي بحر الصين الشرقي كانت ذات يوم أرضًا مليئة بأشجار التوت.

### علم شكل الأرض الحديث المبكر
يبدو أن لاومان أو من استخدم مصطلح الجيومورفولوجيا في عمل كُتب بالألمانية عام 1858. وقد اقترح كيث تينكلر أن الكلمة دخلت حيز الاستخدام العام في الإنجليزية والألمانية والفرنسية بعد استخدام جون ويسلي باول وويليام جون ماكجي لها خلال المؤتمر الجيولوجي الدولي لعام 1891. اعتبر جون إدوارد مار في كتابه الدراسة العلمية للمشاهد الطبيعية أن كتابه "أطروحة تمهيدية في الجيومورفولوجيا، وهو موضوع نشأ من اتحاد الجيولوجيا والجغرافيا".
كان أحد النماذج الجيومورفولوجية الشعبية المبكرة هو نموذج الدورة الجغرافية أو دورة التحات لتطور المناظر الطبيعية واسعة النطاق، الذي طوره ويليام ديفيس بين عامي 1884 و1899. كان هذا النموذج تفصيلاً لنظرية الوتيرة الواحدة التي اقترحها جيمس هوتون (1726–1797) لأول مرة. فيما يتعلق بأشكال الأودية على سبيل المثال، افترضت الوتيرة الواحدة تسلسلاً يتدفق فيه النهر عبر تضاريس مستوية، فينحت تدريجيًا واديًا أعمق فأعمق، حتى تتآكل الأودية الجانبية في النهاية، ما يسوي التضاريس مرة أخرى، ولكن بارتفاع أقل. واعتُقد أن الارتفاع التكتوني يمكنه بعد ذلك أن يبدأ الدورة من جديد. في العقود التي تلت تطوير ديفيس لهذه الفكرة، سعى العديد من دارسي الجيومورفولوجيا لتكييف نتائجهم ضمن هذا الإطار، المعروف اليوم باسم "الدافيسي". أفكار ديفيس ذات أهمية تاريخية، لكن حلت محلها نماذج أخرى إلى حد كبير اليوم، ويرجع ذلك أساسًا إلى افتقارها إلى القدرة التنبؤية وطبيعتها النوعية.
في عشرينيات القرن الماضي، طور فالتر بنك نموذجًا بديلاً لنموذج ديفيس. اعتقد بنك أن تطور الأشكال الأرضية يوصف بشكل أفضل على أنه تناوب بين عمليات الارتفاع والتعرية المستمرة، على عكس نموذج ديفيس الذي يفترض ارتفاعًا واحدًا يتبعه اضمحلال. كما أكد أن تطور المنحدرات في العديد من المناظر الطبيعية يحدث عن طريق تراجع الصخور، وليس عن طريق خفض السطح على غرار نموذج ديفيس، ومال علمه إلى التركيز على عمليات السطح بدلاً من الفهم التفصيلي لتاريخ سطح منطقة معينة. كان بنك ألمانيًا، وخلال حياته رُفضت أفكاره أحيانًا بشدة من قبل مجتمع علم شكل الأرض الناطق بالإنجليزية. وربما ساهمت وفاته المبكرة، وعدم إعجاب ديفيس بعمله، وأسلوبه الكتابي الذي كان مربكًا في بعض الأحيان، جميعها في هذا الرفض.
كان كل من ديفيس وبنك يحاولان وضع دراسة تطور سطح الأرض على أساس أكثر عمومية وذو صلة عالميًا مما كانت عليه سابقًا. في أوائل القرن التاسع عشر، مال المؤلفون - خاصة في أوروبا - إلى عزو شكل المناظر الطبيعية إلى المناخ المحلي، وبشكل خاص إلى الآثار المحددة للتجلد والعمليات حول الجليدية. وعلى النقيض من ذلك، سعى كل من ديفيس وبنك إلى التأكيد على أهمية تطور المناظر الطبيعية عبر الزمن وعمومية عمليات سطح الأرض عبر المناظر الطبيعية المختلفة في ظل ظروف متباينة.
خلال أوائل القرن العشرين، أطلق على دراسة علم شكل الأرض على النطاق الإقليمي مصطلح "الفيزيوجرافيا" (Physiography). اعتُبرت الفيزيوجرافيا لاحقًا اختصارًا لـ "طبيعي" و "جغرافيا"، وبالتالي مرادفًا للجغرافيا الطبيعية، وأصبح المفهوم متورطًا في جدل حول الاهتمامات المناسبة لذلك التخصص. تمسك بعض علماء شكل الأرض بأساس جيولوجي للفيزيوجرافيا وأكدوا على مفهوم الأقاليم الفيزيوجرافية، بينما كان هناك اتجاه متعارض بين الجغرافيين يتمثل في مساواة الفيزيوجرافيا بـ "المورفولوجيا البحتة"، منفصلة عن تراثها الجيولوجي. في الفترة التي تلت الحرب العالمية الثانية، أدى ظهور الدراسات القائمة على العمليات، والمناخية، والكمية إلى تفضيل العديد من علماء الأرض لمصطلح "الجيومورفولوجيا" للإشارة إلى نهج تحليلي للمناظر الطبيعية بدلاً من النهج الوصفي.

### علم شكل الأرض المناخي
خلال عصر الإمبريالية الجديدة في أواخر القرن التاسع عشر، سافر المستكشفون والعلماء الأوروبيون حول العالم، حاملين معهم أوصافًا للمناظر الطبيعية والأشكال الأرضية. مع ازدياد المعرفة الجغرافية بمرور الوقت، نُظمت هذه الملاحظات في سعي للبحث عن أنماط إقليمية. وهكذا، برز المناخ كعامل رئيسي لتفسير توزيع الأشكال الأرضية على نطاق واسع. بشّر بعمل كل من فلاديمير كوبن، وفاسيلي دوكوتشاييف، وأندرياس شمبر بظهور علم شكل الأرض المناخي. أدرك ويليام موريس ديفيز، وهو الجيومورفولوجي الرائد في عصره، دور المناخ من خلال استكمال دورة التحات "العادية" للمناخ المعتدل بدورات جافة وجليدية. ومع ذلك، كان الاهتمام بعلم شكل الأرض المناخي أيضًا رد فعل ضد علم شكل الأرض الدايفيسي التي اعتُبرت في منتصف القرن العشرين غير مبتكرة ومشكوكًا فيها على حد سواء. تطور علم شكل الأرض المناخي المبكرة بشكل أساسي في أوروبا القارية، بينما في العالم الناطق بالإنجليزية، لم تكن هذه النزعة واضحة إلا بعد نشر إل. سي. بلتييه في عام 1950 لمقال عن دورة التحات في المناطق المحيطة بالجليد.
تعرض علم شكل الأرض المناخي للانتقاد في مقالة مراجعة نشرت عام 1969 من قبل الجيومورفولوجي المتخصص في العمليات دي. آر. ستودارت. ثبت أن انتقاد ستودارت "مدمر"، ما أثار تراجعًا في شعبية علم شكل الأرض المناخي في أواخر القرن العشرين. انتقد ستودارت علم شكل الأرض المناخي لتطبيقه منهجيات يُزعم أنها "تافهة" في تحديد الفروقات في الأشكال الأرضية بين المناطق المناخية الشكلية (morphoclimatic zones)، ولاعتبارها مرتبطة fعلم شكل الأرض الدايفيسي، وبإهمالها المزعوم لحقيقة أن القوانين الفيزيائية التي تحكم العمليات هي نفسها في جميع أنحاء العالم. بالإضافة إلى ذلك، ثبت أن بعض مفاهيم علم شكل الأرض المناخي، مثل تلك التي ترى أن التجوية الكيميائية أسرع في المناخات الاستوائية منها في المناخات الباردة، لم تكن صحيحة تمامًا بشكل مباشر.

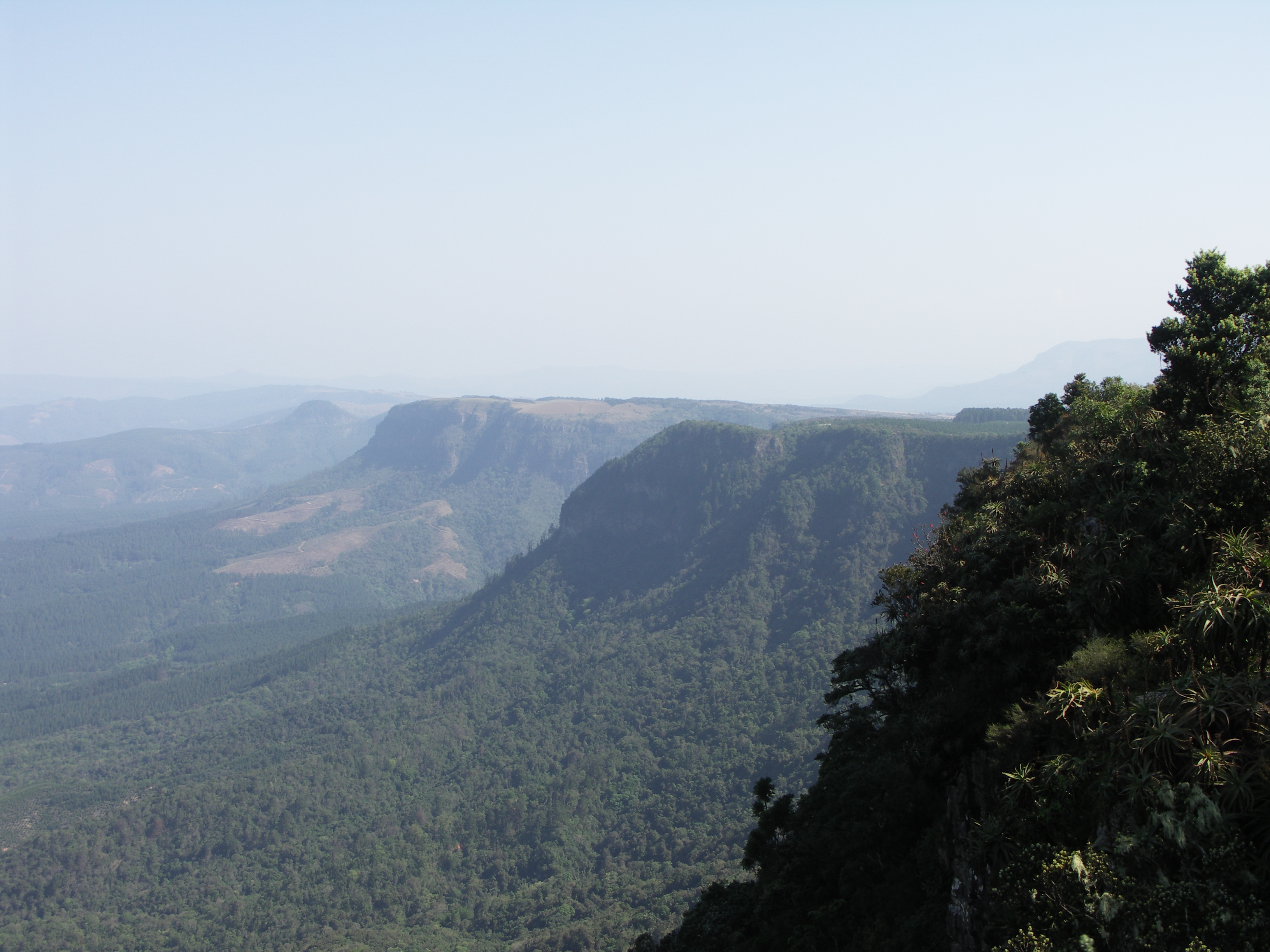
جزء من الجرف العظيم في دراكنزبرغ، جنوب إفريقيا. هذه التضاريس، التي تتميز بهضبتها المرتفعة التي تتعرض لتعميق بفعل المنحدرات الشديدة للجرف، استشهد بها ديفيس كمثال كلاسيكي لدورته التحاتية.

### علم شكل الأرض الكمي والعملي
بدأ وضع علم شكل الأرض على أساس كمي متين في منتصف القرن العشرين. بعد الأعمال المبكرة لـ "غروف كارل غيلبرت" حوالي مطلع القرن العشرين، بدأ فريق من العلماء الطبيعيين والجيولوجيين ومهندسي الهيدروليكا الأمريكيين بشكل أساسي، بمن فيهم "ويليام والدن روبي"، و"رالف باغنولد"، و"هانز ألبرت أينشتاين"، و"فرانك آهنرت"، و"جون هاك"، و"لونا ليوبولد"، و"أ. شيلدز"، و"توماس مادوك"، و"آرثر ستراهلر"، و"ستانلي شوم"، و"رونالد شريف"، في البحث عن شكل عناصر المناظر الطبيعية مثل الأنهار والمنحدرات التلية عن طريق أخذ قياسات كمية مباشرة ومنهجية لجوانب منها والتحقق من تحجيم هذه القياسات. بدأت هذه الأساليب في السماح بالتنبؤ بالسلوك السابق والمستقبلي للمناظر الطبيعية من الملاحظات الحالية، وتطورت لاحقًا إلى الاتجاه الحديث لنهج كمي للغاية للمشكلات الجيومورفولوجية. ظهرت العديد من الدراسات الجيومورفولوجية الرائدة والمقتبس منها على نطاق واسع في "نشرة الجمعية الجيولوجية الأمريكية"، وتلقت القليل من الاقتباسات قبل عام 2000 (وهي أمثلة على "الجمال النائم") عندما حدثت زيادة ملحوظة في أبحاث علم شكل الأرض الكمي.
يمكن أن تشمل علم شكل الأرض الكمي ديناميكا الموائع وميكانيكا المواد الصلبة، والجيومورفومترية، والدراسات المخبرية، والقياسات الميدانية، والأعمال النظرية، ونمذجة تطور المناظر الطبيعية بالكامل. تستخدم هذه المناهج لفهم التجوية وتكوين التربة، ونقل الرواسب، وتغير المناظر الطبيعية، والتفاعلات بين المناخ، والتكتونية، والتحات، والترسيب.
في السويد، تضمنت أطروحة الدكتوراه لـ "فيليب هولستروم" بعنوان "نهر فيريس" (1935) واحدة من أوائل الدراسات الكمية للعمليات الجيومورفولوجية التي نُشرت على الإطلاق. وقد سار طلابه على نفس المنوال، وأجروا دراسات كمية للنقل الكتلي (أنديرس راب)، والنقل النهري (أوكي سوندبورغ)، وترسيب الدلتا (فالتر أكسلسون)، والعمليات الساحلية (جون أو. نورمان). وقد تطور هذا إلى ما يعرف بـ "مدرسة أوبسالا للجغرافيا الطبيعية".

### علم شكل الأرض المعاصر
يشمل مجال علم شكل الأرض اليوم نطاقًا واسعًا للغاية من المقاربات والاهتمامات المختلفة. يهدف الباحثون المعاصرون إلى استخلاص "قوانين" كمية تحكم عمليات سطح الأرض، ولكنهم يدركون في الوقت نفسه تفرد كل منظر طبيعي وبيئة تعمل فيها هذه العمليات. تشمل الإدراكات ذات الأهمية الخاصة في علم شكل الأرض المعاصر ما يلي:
1. لا يمكن اعتبار جميع المناظر الطبيعية إما "مستقرة" أو "مضطربة"، حيث أن هذه الحالة المضطربة هي إزاحة مؤقتة بعيدًا عن شكل مستهدف مثالي. وبدلًا من ذلك، تُرى التغيرات الديناميكية للمناظر الطبيعية الآن على أنها جزء أساسي من طبيعتها.[40]
2. أن العديد من الأنظمة الجيومورفولوجية تُفهم على أفضل وجه من حيث عشوائية العمليات التي تحدث فيها، أي التوزيعات الاحتمالية لأحجام الأحداث وأوقات تكرارها.[41][42] وقد أشار هذا بدوره إلى أهمية الحتمية الفوضوية للمناظر الطبيعية، وأن خصائص المناظر الطبيعية تُدرس إحصائياً على أفضل وجه. فالعمليات ذاتها في المناظر الطبيعية ذاتها لا تؤدي دائمًا إلى النتائج النهائية ذاتها.[43]

وفقًا لكارنا ليدمار-بيرغستروم، لم تعد الجغرافيا الإقليمية منذ التسعينيات مقبولة من قبل الفكر الأكاديمي السائد كأساس للدراسات الجيومورفولوجية. على الرغم من تضاؤل أهميتها، لا يزال علم شكل الأرض المناخي موجود كمجال دراسي ينتج أبحاثًا ذات صلة. ومؤخرًا، أدت المخاوف بشأن الاحترار العالمي إلى اهتمام متجدد بهذا المجال.
وعلى الرغم من الانتقادات الكبيرة، ظل نموذج دورة التحات جزءًا من علم شكل الأرض. لم يثبت خطأ النموذج أو النظرية قط، لكن لم يثبت صحته أيضًا. وبدلًا من ذلك، دفعت الصعوبات الكامنة في النموذج البحث الجيومورفولوجي إلى التقدم في اتجاهات أخرى. على النقيض من وضعه المتنازع عليه في علم شكل الأرض، يعد نموذج دورة التحات نهجًا شائعًا يُستخدم لتحديد التسلسلات الزمنية للتعرية، وبالتالي فهو مفهوم مهم في علم الأرض التاريخي. ومع الاعتراف بأوجه قصوره، أشاد به عالم شكل الأرض المعاصران أندرو غودي وكارنا ليدمار-بيرغستروم لأناقته وقيمته التربوية (التعليمية) على التوالي.

## العمليات الجيومورفولوجية

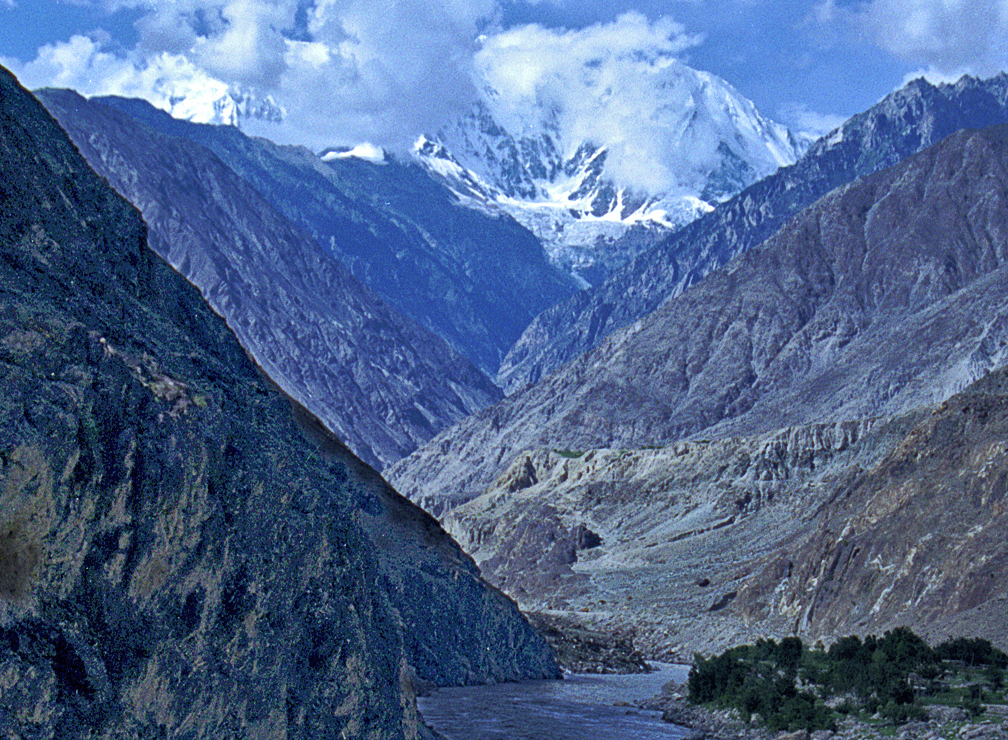
أخدود نهر السند المحفور في الصخر الأصم، منطقة نانكا بربت، باكستان. يُعد هذا أعمق أخدود نهري في العالم. ويُرى جبل نانكا بربت نفسه، الذي يحتل المرتبة التاسعة بين أعلى جبال العالم، في الخلفية.

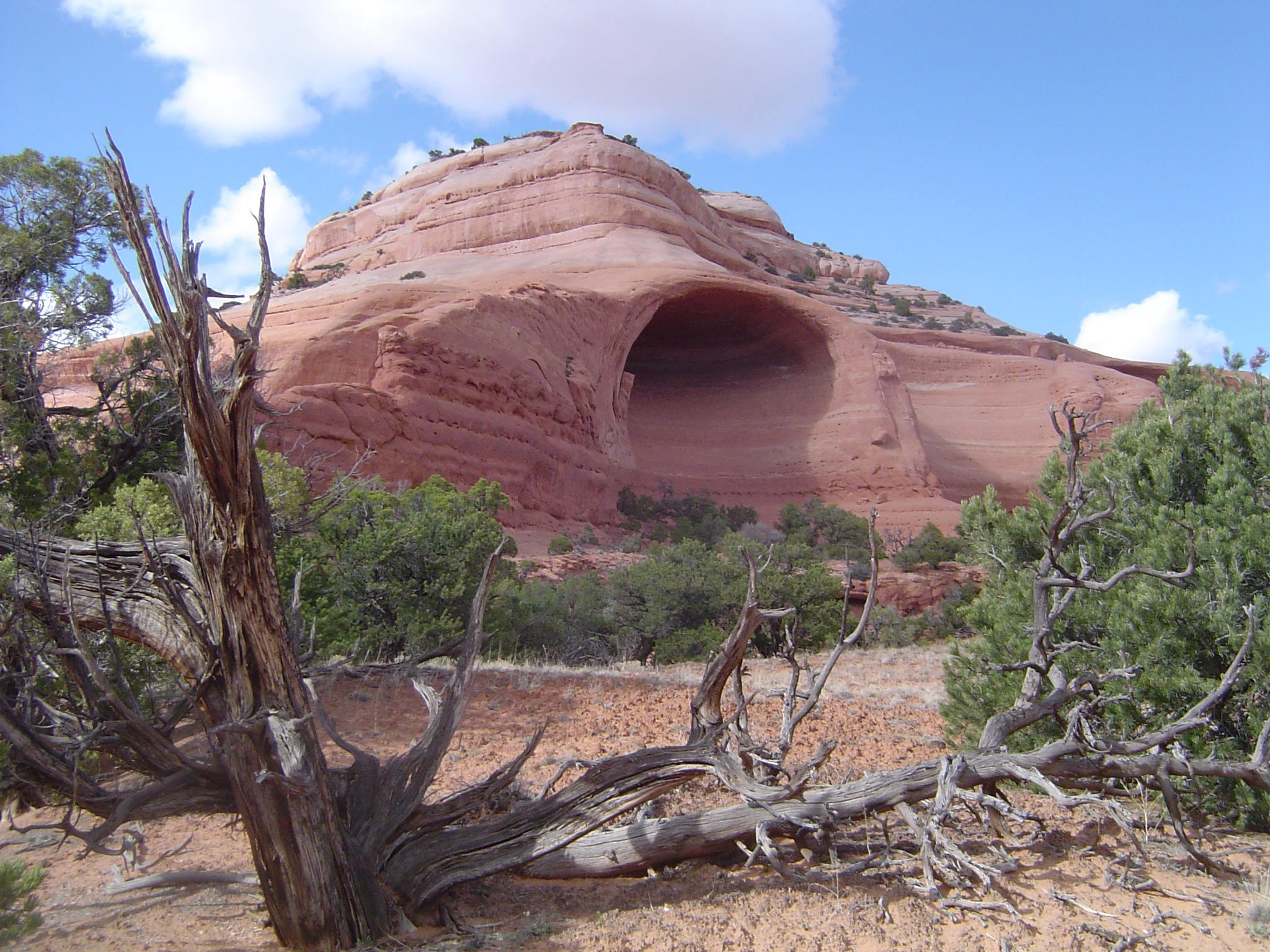
كوة متآكلة بفعل الرياح بالقرب من موآب، يوتا

العمليات ذات الصلة بالتشكيل الجيومورفولوجي تنقسم عمومًا إلى:
1. إنتاج الحطام الصخري عن طريق التجوية والتعرية.
2. نقل تلك المواد
3. ترسيبها في نهاية المطاف.

تشمل عمليات السطح الأساسية المسؤولة عن معظم الملامح التضاريسية الرياح، الأمواج، التحلل الكيميائي، فقدان كتلي، حركة المياه الجوفية، جريان المياه السطحية، العمليات الجليدية، الحركات التكتونية، والبراكين. قد تشمل العمليات الجيومورفولوجية الأخرى الأكثر غرابة العمليات حول الجليدية (التجمد والذوبان)، والعمليات المتأثرة بالأملاح، والتغيرات التي تصيب قاع البحر جراء التيارات البحرية، وتسرب السوائل عبر قاع البحر أو تأثيرات الاصطدامات خارج الأرضية.

### العمليات الريحية
تتعلق العوامل الريحية بنشاط الرياح، وبشكل أكثر تحديدًا، بقدرة الرياح على تشكيل سطح الأرض. قد تتسبب الرياح في تعرية المواد ونقلها وترسيبها، وهي عوامل فعالة في المناطق ذات الغطاء النباتي القليل والإمداد الكبير من الرواسب الدقيقة غير المتماسكة. وعلى الرغم من أن المياه والتدفقات الكتلية تميل إلى تحريك مواد أكثر من الرياح في معظم البيئات، فإن العمليات الهوائية ذات أهمية في البيئات القاحلة مثل الصحاري.

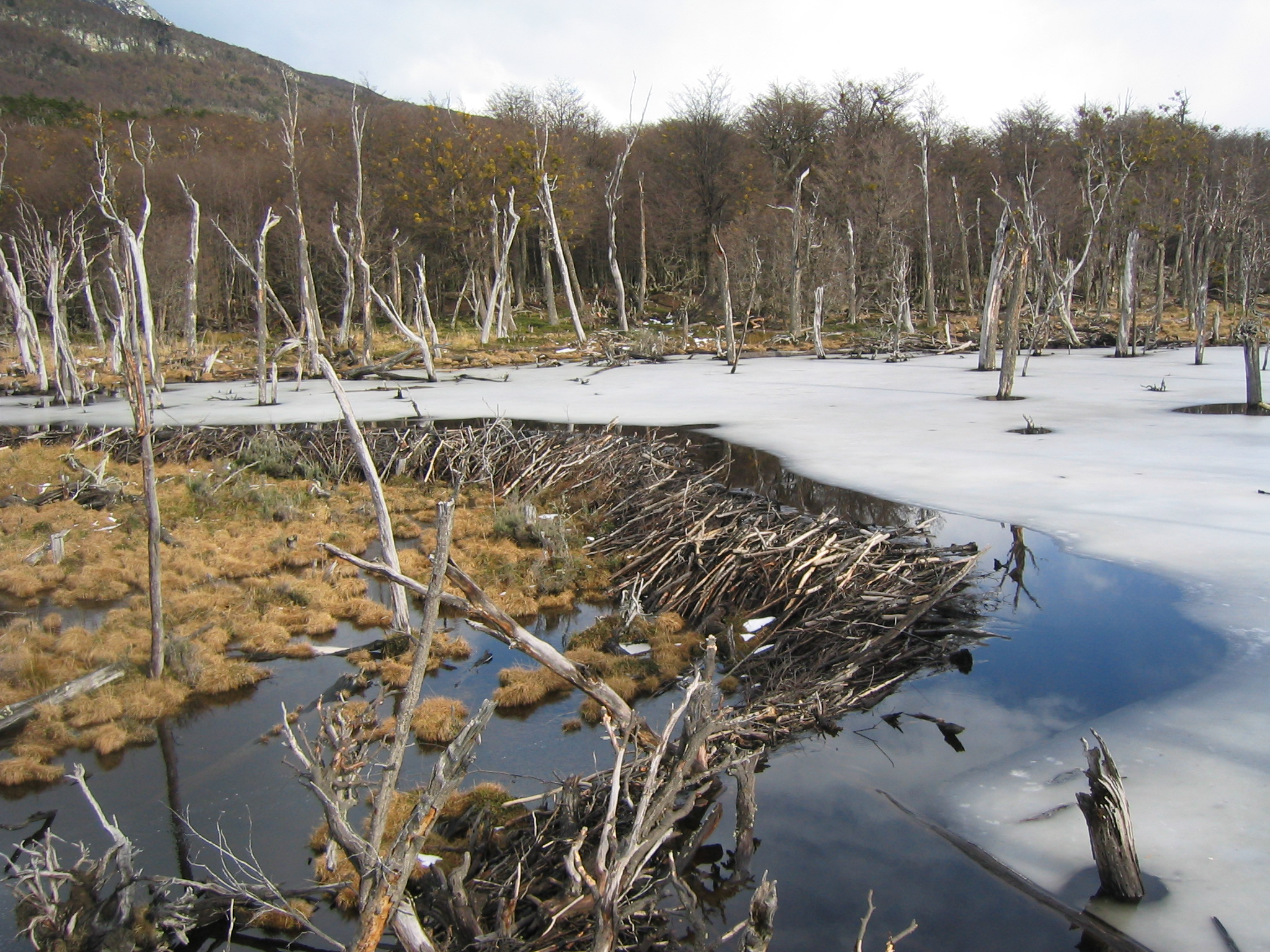
تشكل سدود القندس، مثل هذا السد في أرض النار، شكلاً نوعياً من علم شكل الأرض الحيواني، وهو أحد أنواع علم شكل الأرض الحيوي.

### العمليات البيولوجية
تتخذ تفاعلات الكائنات الحية مع أشكال سطح الأرض، أو العمليات البيوجيومورفولوجية، أشكالًا عديدة ومختلفة، ومن المحتمل أن تكون ذات أهمية عميقة للنظام الجيومورفولوجي الأرضي ككل. يمكن أن تؤثر الكائنات الحية في العديد من العمليات الجيومورفولوجية، بدءًا من العمليات البيوجيوكيميائية التي تتحكم في التجوية الكيميائية، إلى تأثير العمليات الميكانيكية مثل الجحور وإزاحة الأشجار على تطور التربة، وصولًا إلى التحكم في معدلات التعرية العالمية من خلال تنظيم المناخ عبر توازن ثاني أكسيد الكربون. تعد المناظر الطبيعية الأرضية التي يمكن استبعاد دور الكائنات الحية في التحكم في عمليات السطح فيها بشكل قاطع نادرة للغاية، ولكنها قد تحتوي على معلومات مهمة لفهم جيومورفولوجيا الكواكب الأخرى، مثل المريخ.

### العمليات النهرية

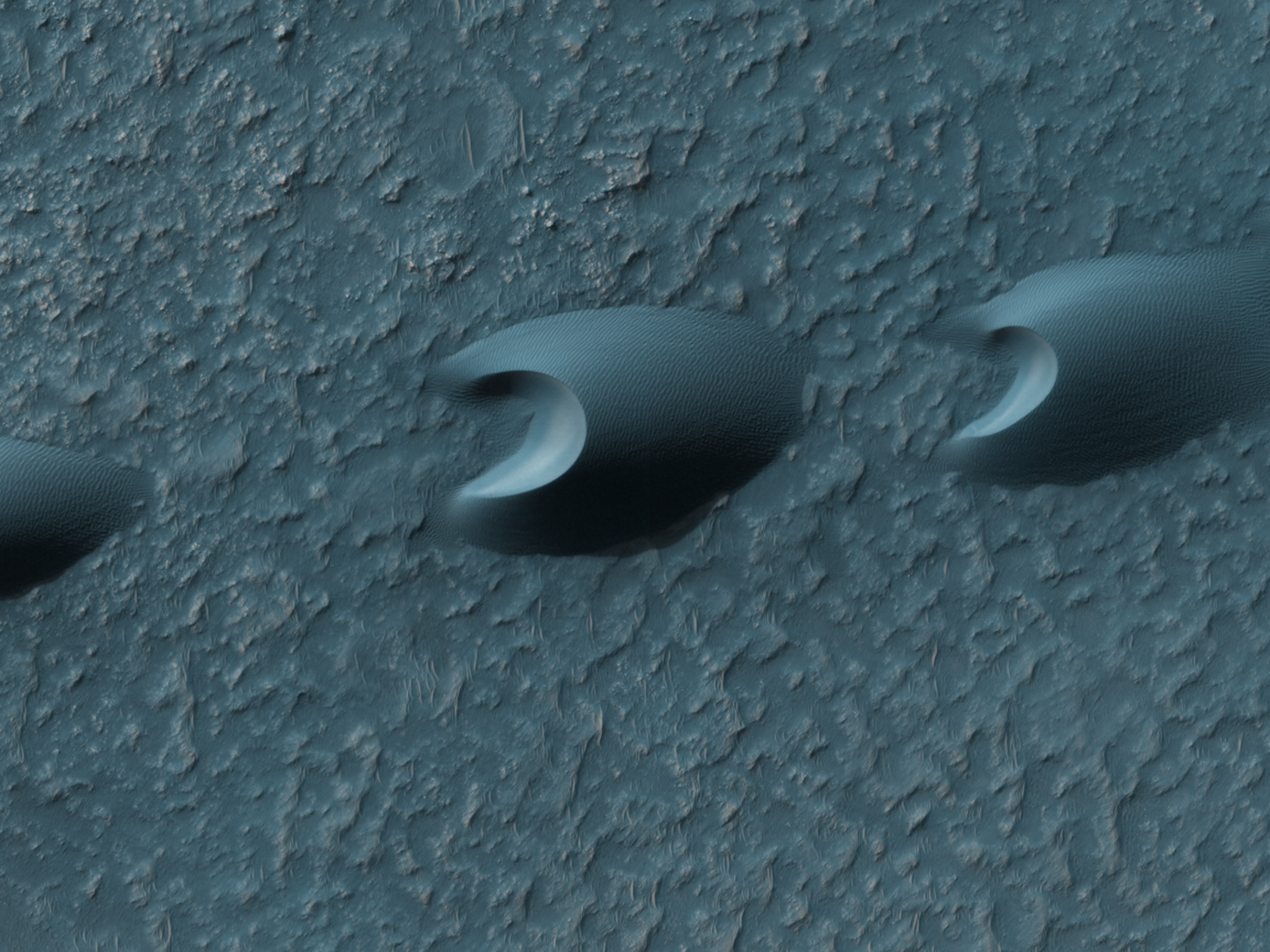
كثبان وكثبان هلالية في منطقة هيليسبونتوس على سطح المريخ. الكثبان الرملية هي تضاريس متحركة تتشكل بفعل نقل كميات كبيرة من الرمال بواسطة الرياح.

الأنهار والجداول ليست مجرد قنوات للمياه، بل هي أيضًا قنوات للرواسب. فالمياه، أثناء تدفقها فوق قاع القناة، تستطيع تحريك الرواسب ونقلها إلى الأسفل، إما على شكل حمولة قاعية، أو حمولة عالقة، أو حمولة متحللة. تعتمد معدل نقل الرواسب على توفر الرواسب نفسها وعلى تصريف النهر. تتميز الأنهار أيضًا بقدرتها على تعرية الصخور وتكوين رواسب جديدة، سواء من قيعانها الخاصة أو من خلال ارتباطها بالمنحدرات المحيطة. وبهذه الطريقة، تعد الأنهار عاملًا أساسيًا في تحديد مستوى القاعدة لتطور المناظر الطبيعية على نطاق واسع في البيئات غير الجليدية. تعد الأنهار روابط رئيسية في ترابط عناصر المناظر الطبيعية المختلفة.
بينما تتدفق الأنهار عبر المناظر الطبيعية، تزداد أحجامها عمومًا، وتندمج مع أنهار أخرى. تشكل هذه الشبكة النهرية منظومة تصريف. تتخذ هذه الأنظمة أربعة أنماط عامة: الشجرية، الشعاعية، المستطيلة، والعروق المتوازية. يعد النمط الشجري الأكثر شيوعًا، ويظهر عندما تكون الطبقة الأساسية مستقرة (بدون تصدعات). تتكون أنظمة الصرف من أربعة مكونات رئيسية: مستجمع مائي، الوادي الرسوبي، سهل الدلتا، وحوض الاستقبال. من الأمثلة الجيومورفولوجية للأشكال الأرضية النهرية: المروحة الطميية، والبحيرات القوسية، والأنهار السطحية.

### العمليات الجليدية
تعد الأنهار الجليدية، على الرغم من محدوديتها الجغرافية، عوامل فعالة في تغيير المناظر الطبيعية. فالحركة التدريجية للجليد أسفل الوادي تسبب سحج واقتلاع الجليد للصخور في الصخور الأساسية. ينتج السحج رواسب دقيقة، تسمى دقيق الجليد. تسمى المواد التي ينقلها النهر الجليدي، عند تراجعه، ركامًا جليديًا. تعود التعرية الجليدية إلى الوديان على شكل حرف U، على عكس الوديان على شكل حرف V ذات الأصل النهري.
إن طريقة تفاعل العمليات الجليدية مع عناصر المناظر الطبيعية الأخرى، وخاصة عمليات المنحدرات الناتجة عن التلال والعمليات النهرية، تعد جانبًا مهمًا في تطور المناظر الطبيعية خلال عصر البليوسين-البليستوسين وسجلها الرسوبي في العديد من بيئات الجبال العالية. فالمناطق التي تعرضت للتجلُّد حديثًا ولكنها لم تعد كذلك قد تظهر معدلات تغيير مرتفعة للمناظر الطبيعية مقارنة بتلك التي لم تتجمد قط. تُطلق على العمليات الجيومورفولوجية غير الجليدية التي تأثرت بالتجلُّد السابق اسم العمليات شبه الجليدية. يتناقض هذا المفهوم مع العمليات المحيطة بالجليد، والتي تُدفع مباشرة بتكوين أو ذوبان الجليد أو الصقيع.

### عمليات المنحدرات
تتحرك التربة والركام الصخري والصخور باتجاه الأسفل بفعل قوة الجاذبية عبر الزحف، والانزلاقات، والتدفقات، والانقلابات، والسقوط. يحدث هذا الفقدان الكتلي على المنحدرات الأرضية وتحت الماء، وقد لوحظ على الأرض والمريخ والزهرة وتيتان وإيابيتوس.
يمكن لعمليات المنحدرات الجارية أن تغير طوبولوجيا سطح المنحدر، مما يؤدي بدوره إلى تغيير معدلات تلك العمليات. فالمحاضر التي تزداد انحدارًا حتى عتبات حرجة معينة تكون قادرة على إلقاء كميات هائلة جدًا من المواد بسرعة كبيرة، مما يجعل عمليات المنحدرات عنصرًا مهمًا للغاية في المناظر الطبيعية في المناطق النشطة تكتونيًا.
على الأرض، قد تلعب العمليات البيولوجية مثل الجحور أو اقتلاع الأشجار أدوارًا مهمة في تحديد معدلات بعض عمليات المنحدرات.

سمات المناظر الطبيعية الجليدية.

### العمليات النارية
يمكن أن يكون للعمليات النارية البركانية والمتدخلة تأثيرات مهمة على شكل الأرض. حيث يميل نشاط البراكين إلى تجديد المناظر الطبيعية، وتغطي السطح القديم للأرض بالحمم البركانية والرماد البركاني، وتطلق المواد الفتاتية البركانية وتجبر الأنهار على اتخاذ مسارات جديدة. كما تشكل المخاريط الناتجة عن الانفجارات تضاريس جديدة كبيرة، يمكن أن تتأثر بالعمليات السطحية الأخرى. أما الصخور النارية الجوفية التي تتسلل ثم تتصلب في العمق، فيمكن أن تسبب رفعًا أو هبوطًا للسطح، اعتمادًا على ما إذا كانت المادة الجديدة أكثر كثافة أو أقل كثافة من الصخور التي تحل محلها.

### العمليات التكتونية
يمكن أن تتراوح التأثيرات التكتونية على شكل الأرض من مقاييس ملايين السنين إلى دقائق أو أقل. تعتمد تأثيرات التكتونية على المناظر الطبيعية بشكل كبير على طبيعة النسيج الصخري الأساسي الذي يتحكم بشكل أو بآخر في نوع الشكل المحلي الذي يمكن أن تشكله التكتونيات. يمكن للزلازل، في غضون دقائق، أن تغمر مساحات كبيرة من الأراضي وتشكل أراضي رطبة جديدة. يمكن أن يفسر الارتداد بعد الجليدي تغيرات كبيرة على مدى مئات إلى آلاف السنين، ويسمح بتآكل حزام جبلي لتعزيز المزيد من التعرية مع إزالة الكتلة من السلسلة وارتفاع الحزام. تؤدي ديناميكيات الصفائح التكتونية طويلة الأجل إلى أحزمة جبلية، وهي سلاسل جبلية كبيرة تمتد لعدة عشرات من ملايين السنين، وتشكل نقاط محورية لمعدلات عالية من العمليات النهرية وعمليات المنحدرات، وبالتالي إنتاج الرواسب على المدى الطويل.
كما افتُرض أن ميزات ديناميكيات الوشاح الأعمق مثل الأعمدة البركانية وتطبق الغلاف الصخري السفلي تلعب أدوارًا مهمة في التطور طويل الأمد (> مليون سنة) واسع النطاق (آلاف الكيلومترات) لطبوجرافية الأرض. يمكن لكليهما تعزيز ارتفاع السطح من خلال توازن القشرة الأرضية حيث تحل صخور الوشاح الأكثر سخونة والأقل كثافة محل صخور الوشاح الأكثر برودة والأكثر كثافة في عمق الأرض.

### العمليات البحرية
تعد العمليات البحرية هي تلك المرتبطة بفعل الأمواج، والتيارات البحرية، وتسرب السوائل عبر قاع البحر. كما أن الفقدان الكتلي والانزلاقات الأرضية تحت الماء هي أيضًا عمليات مهمة لبعض جوانب علم شكل الأرض البحري. ولأن أحواض المحيط هي المصارف النهائية لجزء كبير من الرواسب الأرضية، فإن عمليات الترسيب والأشكال المرتبطة بها (مثل مراوح الرواسب، والدلتا) مهمة بشكل خاص عناصر من علم شكل الأرض البحري.

## الأقاليم في المناهج الكميّة
يسعى الجغرافيون والجيومورفولوجيون إلى تنظيم معلوماتهم حول أشكال سطح الأرض حسب قواعد أساسية يضبطها الإقليم الجيومورفولوجي. يُعد الإقليم الفكرة السائدة والتوجه الأكثر إقناعًا في هذا الموضوع، إذ يسهل الإدراك ويساعد على حصر الحقائق وكشف العلاقات بين المظاهر المختلفة والعناصر المتنوعة للمركب الجغرافي الطبيعي.
ليس من السهل وضع تعريف شامل ومحدد للإقليم، فهو يختلف باختلاف الباحثين وأبحاثهم ومعايير التصنيف. قد يُعرف الإقليم بأنه جزء من سطح الأرض يتفرد بخصائص معينة ويتميز بانسجام داخلي. ويعرفه آخرون بالوحدة المظهرية التي تتشكل من عناصر متكاملة ذات خصائص متشابهة، فكلما ازداد التشابه بين هذه العناصر، قَلّت الفوارق وازداد الإقليم انسجامًا، وتجلّت حدوده. ويزداد الالتباس في تعريف الإقليم مع اختلاف المعايير والقواعد الأساسية المُعتمدة في التصنيف.

### معايير ومنهجيات التصنيف الإقليمي الكمي
تُبنى الأقلمة أو التصنيف إلى أقاليم في علم شكل الأرض على مدى الفوارق بين الملاحظات والقياسات. فكلما كانت هذه الفوارق ضعيفة، زاد التقارب وقلّ الاختلاف بين مميزات عناصر الإقليم الواحد.
تُستخدم عدة معايير ومنهجيات في التصنيف الإقليمي، ويمكن تلخيصها في:
1. التصنيف بناءً على معيار واحد: يعتمد هذا النوع على مؤشر جيومورفولوجي كمي واحد كأساس للتصنيف. على سبيل المثال، قد يُستخدم مؤشر الانحدار، أو مؤشر التضرس، أو مؤشر الصرف المائي (في الهيدروغرافيا)، أو مؤشر الجفاف (في المناخ المرتبط بتشكيل السطح). وعلى الرغم من أن هذه المؤشرات غالبًا ما تكون قيمًا نسبية (بين بسط ومقام)، فإنه يجب الانتباه إلى أن نفس النسبة يمكن أن تُنتج من قيم مختلفة للبسط والمقام، مما قد يُحدث تضليلًا في التصنيف إذا اعتمدت على النسبة وحدها دون مراعاة القيم المطلقة. كذلك، قد يُبنى التصنيف الإقليمي على أساس متغير وصفي واحد كعنصر من عناصر التضاريس أو الغطاء النباتي.[63]
2. التصنيف بناءً على عدة معايير (المناهج الكمية المتقدمة): في كثير من الأحيان، يعتمد التصنيف الإقليمي على أكثر من معيار واحد، وأبسطها دمج معيارين. في هذه الحالة، يمكن الجمع بين المعيارين في مستوى إحداثي ديكارتي لإظهار مدى الانسجام والارتباط في توزيع الظواهر الجيومورفولوجية. على سبيل المثال، يمكن جمع ملاحظات كثيرة لخصائص ظاهرتين (مثل الارتفاع وكثافة شبكة الصرف) لتحديد كيفية تنظيم هذه المعطيات وتصنيفها في شكل وحدات متميزة وأقاليم متباينة. فعند تمثيل هذه الملاحظات في شكل إحداثيات رأسية وأفقية، قد تظهر الملاحظات متجمعة في مجموعات مميزة، مما يسهل رسم الحدود بين هذه المجموعات على الخريطة الأصلية وتحديد الأقاليم. وقد يكشف هذا التمثيل أيضًا عن عوامل أخرى تدخلت في وجود هذا التمييز، كأن يكون لعامل نوع التربة أو التركيب الجيولوجي أثره الواضح في الاختلاف بين الأقاليم.[64] المناهج الإحصائية الرياضية: في كثير من الأحيان، لا تكون هذه التجمعات واضحة، وقد لا تظهر في شكل سحابة من النقط كما في الأمثلة البسيطة، أو قد لا يُمكن تمثيلها في شكل إحداثيات رأسية وأفقية إذا تجاوزت المتغيرات أكثر من ظاهرتين اثنتين. في هذه الحالة، يُمكن تصنيف الظواهر إلى أقاليم بالاعتماد على الطرق الإحصائية متعددة الأبعاد والدراسة الرياضية، أو الخوارزميات المناسبة جدًا لحل المشاكل الجغرافية والجيومورفولوجية. من هذه الطرق نذكر:[65]
  - التحليل التجميعي: يُعرف أيضًا بالتحليل العنقودي، وهو من أكثر الطرق شيوعًا في تصنيف الظواهر الجغرافية والجيومورفولوجية إلى مجموعات متجانسة بناءً على مدى التشابه بين أفرادها.
  - طريقة التحليل التبايني.
  - طريقة توزيع كاي المربع. تاريخيًا، استُخدمت طرق أخرى كثيرة ومتنوعة في تحديد الإقليم بالاعتماد على المناهج الوصفية والبيانية والأشكال الهندسية. على سبيل المثال، طبق دونالد بوج هذه الأساليب على بنية التجمعات المتروبوليتية في الولايات المتحدة مستمدًا إياها من مضلعات تيسن التي تُستخدم في تصنيف الأحواض النهرية وحساب كمية التساقط. كما أوضح جون نيستوين ومايكل ديسي كيفية استخدام نظرية البيان لتحديد البنية الإقليمية للمدن بناءً على مصفوفة تدفق التيار لمجموعة من المدن، في مقالتهما المنشورة في "رابطة العلوم الإقليمية" عام 1961.[66]

### مقاييس التشابه والأبعاد في التصنيف
تعتمد نجاح عملية التصنيف على مستويين أساسيين: انتقاء المعطيات واختيار المنهجية. المعطيات هي معلومات عن حالات الأشياء المختلفة من أفراد أو عناصر أو وحدات تُعدّ في النظرة الجغرافية أماكن. ويُفضل أن تكون هذه المعطيات منسجمة ومترابطة. بعد ذلك، يأتي دور اختيار المتغيرات، أي وحدات القياس التي تميز هذه الأشياء، وهو اختيار أساسي تُبنى عليه معايير التصنيف ومناهجه القائمة على مدى التشابه بين الأشياء.
مناهج التصنيف تختلف ليس فقط باختلاف الباحثين، بل أيضًا باختلاف الظواهر المراد تصنيفها والأهداف المقصودة من التصنيف، وكذلك باختلاف التخصصات (جيومورفولوجيا، بيولوجيا، علم النفس، علم الاجتماع، إلخ). وهذا التنوع يُتيح للباحث الجيومورفولوجي اختيار ما يلائم بحثه ويميز تخصصه في هذا المجال الواسع من البحث العلمي.
يمكن حصر توجيهات الباحث الجيومورفولوجي في مرحلتين:
1. مرحلة التوفيق في تحديد مقياس التشابه بين الوحدات المدروسة: يتطلب تجميع الوحدات المتشابهة في مجموعة واحدة قياس هذا التشابه. ويمكن اختصار مقاييس التشابه في:
- مقاييس الأبعاد: تبرز التحليلات الإحصائية الظواهر الجغرافية كما لو كانت متصلة ببعضها في شكل حلقات يُمكن التعبير عنها بالمسافات، وهي في الواقع فوارق حسابية. من هنا، انطلقت تقنيات التحليل التجميعي من نظرية المسافات المعروفة في علم الرياضيات بنظرية فيثاغورس في أبعاد المثلث.
  - المسافة الإقليدية: تُعد المسافة الإقليدية من أكثر مقاييس الأبعاد شيوعًا واستخدامًا في التصنيفات الجغرافية. تتميز المسافة الإقليدية بتلاؤمها مع المتغيرات الكاردينالية (الأعداد الأصلية أو الرئيسية) الأكثر استخدامًا في التحليل المجالي، وخصوصًا لارتباطها بفكرة التعبير عن التغيرات والتباينات التي تُثير الاهتمام في التصنيفات. وتجدر الإشارة إلى أن المسافة الإقليدية بين مكانين أو متغيرين ترتبط بشدة بوحدات القياس المستعملة للمتغيرات، لذا يجب توحيدها أو تحويلها إلى وحدات متجانسة كلما أمكن ذلك. تُحسب المسافة بين نقطتين {\displaystyle (x_{1},y_{1})} و{\displaystyle (x_{2},y_{2})} في المستوى باستخدام الصيغة التالية: {\displaystyle d={\sqrt {(x_{2}-x_{1})^{2}+(y_{2}-y_{1})^{2}}}}
  - استنبط هيرمان مينكوفسكي عدة صيغ رياضية لحساب المسافات بين النقاط أو المتغيرات، وتُعمم هذه الصيغ لتشمل أبعادًا متعددة n.[67]

- معامل التجمع أو المشاركة.[68]
- معامل الترابط.[69]

2. مرحلة التوفيق في مناهج التجميع (التصنيف) للوحدات على أساس مقياس التشابه المختار: اختُصرت هذه المناهج في التجميع الهرمي ومناهج السبر والاستكشاف.
إن اختلاف أشكال سطح الأرض وظواهرها يستدعي التصنيف لضبطها وفحصها واستخلاص فرضياتها ووضع قوانينها. ولهذا التصنيف مناهج كثيرة ومتنوعة تتوقف نجاحها على انتقاء المعطيات واختيار المنهجية المناسبة لتحقيق الأهداف العلمية المرجوة في مجال علم شكل الأرض.

## التداخل مع المجالات الأخرى
يوجد تداخل كبير بين علم شكل الأرض والمجالات الأخرى. يعد ترسيب المواد ذا أهمية قصوى في علم الرواسب. التجوية هي التفكك الكيميائي والفيزيائي للمواد الأرضية في مكانها عند تعرضها للعوامل الجوية أو العوامل القريبة من السطح، ويدرسها عادةً علماء التربة والكيميائيون البيئيون، لكنها مكون أساسي من مكونات علم شكل الأرض لأنها توفر المواد التي يمكن نقلها في المقام الأول. يهتم مهندسو المدني والبيئة بالتعرية ونقل الرواسب، خصوصاً فيما يتعلق بالقنوات، واستقرار المنحدرات (والمخاطر الطبيعية)، وجودة المياه، والإدارة البيئية الساحلية، ونقل الملوثات، واستعادة المجاري المائية. يمكن للأنهار الجليدية أن تحدث تعرية وترسيباً واسعين في فترة زمنية قصيرة، مما يجعلها كيانات مهمة للغاية في خطوط العرض العليا، ويعني أنها تحدد الظروف في منابع المجاري المائية الجبلية؛ لذا فإن علم الجليديات يعد مهماً في علم شكل الأرض.